# Coppa del Mondo di rugby a 13 1957
La Coppa del Mondo di rugby a 13 1957 è stata ospitata dall'Australia e ha visto impegnate, oltre alla nazionale di casa, le nazionali di Francia, Gran Bretagna e Nuova Zelanda che si sono contese il titolo disputando un girone unico.

## Risultati

### Primo turno
| Brisbane 15 giugno 1957 | Australia | 25 – 5 | Nuova Zelanda | Brisbane Cricket Ground (28.765 spett.) |

| Sydney 15 giugno 1957 | Francia | 5 – 23 | Regno Unito | Sydney Cricket Ground (50.077 spett.) |

### Secondo turno
| Sydney 17 giugno 1957 | Australia | 31 – 6 | Regno Unito | Sydney Cricket Ground (58.655 spett.) |

| Brisbane 17 giugno 1957 | Francia | 14 – 10 | Nuova Zelanda | Brisbane Cricket Ground (28.000 spett.) |

### Terzo turno
| Sydney 22 giugno 1957 | Australia | 26 – 9 | Francia | Sydney Cricket Ground (35.158 spett.) |

| Sydney 25 giugno 1957 | Nuova Zelanda | 29 – 21 | Regno Unito | Sydney Cricket Ground (14.263 spett.) |

### Classifica
| Squadra       | Giocate | Vinte | Pareggiate | Perse | A favore | Contro | Differenza | Punti |
| ------------- | ------- | ----- | ---------- | ----- | -------- | ------ | ---------- | ----- |
| Australia     | 3       | 3     | 0          | 0     | 82       | 20     | +62        | 6     |
| Gran Bretagna | 3       | 1     | 0          | 2     | 50       | 65     | -15        | 2     |
| Nuova Zelanda | 3       | 1     | 0          | 2     | 44       | 60     | −16        | 2     |
| Francia       | 3       | 1     | 0          | 2     | 28       | 59     | −31        | 2     |